# Rensselaer (New York)
Rensselaer is een plaats (city) in de Amerikaanse staat New York, en valt bestuurlijk gezien onder Rensselaer County.
Bezienswaardig is het Fort Crailo.

## Demografie
Bij de volkstelling in 2000 werd het aantal inwoners vastgesteld op 7761.
In 2006 is het aantal inwoners door het United States Census Bureau geschat op 7812, een stijging van 51 (0,7%).

## Geografie
Volgens het United States Census Bureau beslaat de plaats een oppervlakte van
8,6 km², waarvan 7,8 km² land en 0,8 km² water.

## Plaatsen in de nabije omgeving
De onderstaande figuur toont nabijgelegen plaatsen in een straal van 12 km rond Rensselaer.